# Ramón Artigas Gracia
Ramón Artigas Gracia (Sástago, Zaragoza, 18 de noviembre de 1878 – Madrid, 23 de mayo de 1954) fue directivo de banca. Subgobernador del Banco de España y consejero en el Banco Exterior de España.

## Biografía
Ramón Artigas ingresó con apenas 22 años en el Banco de España en la sucursal de Lérida y permaneció en la misma institución hasta su jubilación, en 1946. Pasó por las sucursales de Huesca, Zaragoza y Cartagena, y ocupó puestos en las diferentes escalas del banco, hasta ser nombrado interventor. Más tarde fue director de oficina en las sucursales de Ávila y Santander.
En el momento del fracasado golpe de Estado que dio comienzo a la Guerra civil española Artigas era subdirector de Sucursales y, como Pedro Pan Gómez, se ausentó del banco. El 14 de agosto de 1936 fue separado de la plantilla del Banco, junto a  Alfonso del Rivero y Aguirre, por decreto del Ministerio de Hacienda, publicado en la Gaceta del día siguiente.  En diciembre de 1936 fue nombrado subgobernador segundo del nuevo banco central sublevado, con sede en Burgos, tras el cese de José Suárez-Figueroa, subgobernador que reside en Valencia. De esta forma, Artigas es nombrado de manera oficial en el cargo que anteriormente hacía de facto, siempre a las órdenes de Pedro Pan Gómez, subgobernador primero.
Una vez jubilado Pan Gómez, desde febrero de 1938 y hasta el nombramiento del nuevo Comisario de la Banca oficial Antonio Goicoechea, con fecha 9 de abril de 1938, Artigas firmó varias emisiones de moneda del Banco de España-Burgos.  Tras la jubilación de Pedro Pan Gómez, Artigas figuró como subgobernador primero del Banco de España. 